# Coupland Castle
Coupland Castle är ett slott i Storbritannien.   Det ligger i grevskapet och kommunen Northumberland i riksdelen England, i den centrala delen av landet, 500 km norr om huvudstaden London. Coupland Castle ligger 58 meter över havet.
Terrängen runt Coupland Castle är kuperad åt sydväst, men åt nordost är den platt. Runt Coupland Castle är det ganska glesbefolkat, med 25 invånare per kvadratkilometer. Närmaste större samhälle är Wooler, 6,5 km sydost om Coupland Castle. Trakten runt Coupland Castle består i huvudsak av gräsmarker.